# Бой под Лососином
Бой под Лососином— сражение, произошедшее 24 мая (5 июня) 1863 года между польско-белорусскими повстанцами под командованием Валерия Врублевского и Феликса Влодека и отрядом регулярных войск под командованием майора фон Кремера в ходе Январского восстания.

## Предыстория
После победы под Миловидами отряды мятежников оставили лагерь и разошлись в разных направлениях. Объединенные отряды Феликса Влодека и Валерия Врублевского (около 750 человек) пошли на северо-запад в направлении Ружан. Приблизительно в это же время им наперерез из Пружан вышел отряд регулярных войск (480 солдат пехоты, 100 казаков 4 орудия) под командованием Пружанского воеводы майора фон Кремера. В ходе преследования русским войскам удалось нагнать и окружить мятежников в Pужанской пуще, в окрестностях деревни Лососин.

## Бой
Первое боестолкновение произошло 24 мая (5 июня) 1863 года, около 12 часов утра. Конный отряд мятежников направленный на разведку (около 30 человек) был разбит отрядом казаков регулярных войск в 3-х километрах от деревни Погорелое.
Несколько пленников рассказали, что в трех километрах от места стычки, в Ружанской пуще (ныне Пружанский район, Брестская область, Республика Беларусь), в труднопроходимой лесной местности находится значительная группа мятежников состоящая из объединенных отрядов Влодека и Врублевского. Фон Кремер направил против них 3-ю и 9-ю пехотные роты пружанского полка. При подходе к лесу (около 15:00), регулярные войска попали под сильный оружейный огонь мятежников прятавшихся между деревьев, и были вынуждены с потерями отступить. Тогда Кремер пошел на хитрость, чтобы выманить повстанцев из леса, он незаметно подвел к месту сражения несколько орудий и приказал 9-й роте вновь создать видимость атаки. Повторная атака тоже была встречена оружейным огнем мятежников, после чего часть солдат якобы начала в панике отступать. Хитрость майора фон Кремера сработала, и отряд касиньеров подбадриваемый своими командирами начав атаку, с криками выбежал из леса преследуя отступающих солдат, но был встречен градом пуль 3-й роты, и орудийной картечью. Понеся значительные потери мятежники в спешке вернулись на свои позиции.
Тем временем фон Кремеру удалось с помощью наличных сил перекрыть все дороги и окружить отряд повстанцев в лесу. Тем не менее поняв, что не сможет выбить мятежников из леса, он (около 16:30) приказал начать массированный картечный обстрел чащи с четырёх сторон, который продолжался в течение часа, и вынудил мятежников с потерями отойти вглубь леса на открытую поляну.
Предвидев это, фон Кремер отдал приказ всем имеющимся у него в наличии ротам идти в атаку с четырёх направлений и постепенно сжимать кольцо вокруг повстанцев, что и было выполнено.
Группа Влодека (около 200 человек) не менее 8 раз пыталась прорвать правый фланг регулярных войск, но всякий раз была остановлена плотным оружейных огнем и с потерями отступала.
Наконец около 19:00 нескольким сотням мятежников под командованием Валерия Врублевского удалось прорвать окружение на левом фланге, потеряв при этом 40 человек убитыми и ещё 42 пленными. В образовавшуюся брешь успело проскользнуть и некоторое число мятежников под командованием Влодека. Этой горстке удалось уйти из окружения через болото, и расположить свой лагерь в чаще леса в 4-х километрах от места боя. Кремер не стал их преследовать, отчасти из-за понесенных значительных потерь, труднопроходимой местности и общей моральной и физической усталости солдат.

## Последствия
В результате боя мятежники понести значительные потери в 167 убитых и более 42 пленных. Основная масса убитых (127 человек) была насчитана регулярными войсками на правом фланге поля битвы, где мятежники восемь раз пытались прорвать окружение регулярных войск. Ещё 40 человек погибло и 42 человека попало в плен в результате прорыва кольца окружения на левом фланге.
Однако согласно рапорту майора фон Кремера его подразделения тоже понести значительные потери в 18 человек убитыми среди которых по крайней мере один прапорщик и 65 человек ранеными среди которых были 2 подпоручика.
Врублевский и Влодек ушли в более труднопроходимую местность, однако задержались там всего на сутки после чего пошли на север в Ружанский лес.
По приказу местной администрации в чащу леса вскоре была проложена тропа, которая во избежание скопления новых мятежных отрядов постоянно контролировалась казацкими патрулями вплоть до конца восстания.

## Память
В 1928 году на месте боя польским правительством был установлен памятный деревянных крест с надписью на польском языке «Памяти 40 повстанцев убитых здесь в бою с московскими оккупантами в 1863 году!». В 1939 году памятник был снесен по решению советской власти.
В 1942 году во время немецкой оккупации БССР памятник был восстановлен, однако простоял меньше года, и был взорван местными партизанами.
Памятник восстановлен в 1989 году на деньги местной администрации и добровольные пожертвования. Входит в список культурного наследия Республики Беларусь и охраняется государством.